# Sidi Ameur Al Hadi
Sidi Ameur Al Hadi  (in arabo سيدي اعمر الحاضي‎?) è un centro abitato e comune rurale del Marocco situato nella provincia di Sidi Kacem, regione di Rabat-Salé-Kénitra. Conta una popolazione di 11 814 abitanti (censimento 2014).